# Matthew Webb

Caricatura di Matthew Webb di Carlo Pellegrini, pubblicata su Vanity Fair nel 1875.

Matthew Webb (Dawley, 19 gennaio 1848 – Niagara Falls, 24 luglio 1883) è stato un comandante di navi mercantili e recordman britannico di nuoto, noto per essere stato il primo ad aver attraversato a nuoto il canale della Manica, senza l'aiuto di mezzi artificiali. Il 25 agosto 1875 nuotò da Dover a Calais in meno di 22 ore.

## Biografia
Nato nello Shropshire, uno dei dodici figli di un medico di Coalbrookdale, divenne un abile nuotatore nuotando nel fiume Severn di Coalbrookdale. All'età di dodici anni si imbarcò su una nave mercantile dei Rathbone Brothers di Liverpool, come mozzo.
Mentre era secondo ufficiale sulla nave passeggeri Russia della Cunard Line, in viaggio da New York a Liverpool, tentò di salvare un uomo tuffatosi in mare per nuotare nell'Atlantico. L'uomo non fu mai trovato, ma l'audacia di Webb venne ricompensata con un premio di £ 100 e la Stanhope Medal e divenne un eroe della stampa britannica.
Nell'estate del 1863, mentre era a casa, salvò il fratello dodicenne Thomas dalle acque del fiume Severn vicino Ironbridge.
Nel 1873 Webb era il capitano del vascello a vapore Emerald quando lesse di un tentativo fallito, da parte di un certo J. B. Johnson, di attraversare a nuoto il canale della manica. Decise allora di provare l'impresa e lasciò il lavoro per allenarsi, prima a Lambeth Baths, e poi nelle fredde acque del Tamigi, del canale della Manica e del lago Hollingworth.
Il 12 agosto 1875 fece il suo primo tentativo di nuotare attraverso la Manica, ma i forti venti e le cattive condizioni del mare lo costrinsero ad abbandonare l'impresa.
Il 24 agosto 1875 iniziò un secondo tentativo tuffandosi dall'Admiralty Pier a Dover. Seguito da tre barche d'appoggio e spalmatosi il corpo di olio di focena, partì con la bassa marea nuotando una rana costante. Nonostante le punture di meduse e le forti correnti al largo di Cap Gris-Nez, che gli impedirono per cinque ore di raggiungere la riva, giunse finalmente a Calais dopo 21 ore e 45 minuti dalla partenza, divenendo così il primo uomo ad aver attraversato la Manica. Il suo percorso a zig-zag attraverso il canale fu di oltre 64 chilometri.
Dopo il suo record di nuotatore, il capitano Webb divenne noto a livello nazionale e internazionale, e iniziò una carriera di nuotatore professionista. Ottenne una licenza per commercializzare ceramiche commemorative con il suo nome e scrisse un libro dal titolo L'arte del nuoto (The Art of Swimming). Partecipò a competizioni di nuoto e acrobazie come galleggiare in una piscina per 128 ore.
Il 27 aprile 1880 sposò Madeline Kate Chaddock, dalla quale ebbe due figli, Matthew e Helen.
La sua prodezza finale fu una nuotata pericolosa attraverso la Whirlpool Rapids sul Niagara sotto le cascate del Niagara, un'impresa che molti osservatori consideravano suicida. Anche se Webb fallì nel tentativo di destare interesse per finanziare l'evento, il 24 luglio 1883 si tuffò nel fiume da una piccola imbarcazione sita vicino al Niagara Falls Suspension Bridge iniziando a nuotare. Fonti dell'epoca indicano che con ogni probabilità Webb sopravvisse con successo alla prima fase della nuotata, ma morì nella sezione del fiume situata vicino all'ingresso del mulinello. Webb venne sepolto nel Oakwood Cemetery di Niagara Falls.

## Riconoscimenti
Nel 1909, il fratello maggiore di Matthew Webb, Thomas, inaugurò un memoriale a Dawley. Su di esso c'era incisa la breve scritta: "Nulla di grande è facile".